# Globigerinida
Globigerinida, česky též kulovinky, je řád dírkonošců. Jsou významnou složkou planktonu (na rozdíl od typických dírkonošců), ale mají, podobně jako ostatní dírkonošci, vápnitou sklovitou schránku. Tato schránka však obvykle obsahuje menší počet komůrek a má různý tvar: spirálně vinutý, kulovitý, biseriální nebo triseriální. Co se týče rozměrů, jsou menší než dírkonošci žijící u dna. Poté, co jedinci odumřou, klesají ke dnu, kde tvoří tzv. globigerinové bahno čili globigerinový hlen. Proto mají horninotvorný význam.
Známými rody jsou Globotruncana, Globigerina či Orbulina. Globigerinida jsou známy z fosilního záznamu již od jury.